# Sofia de Minsk
Sofia de Minsk ou Sofia de Polotsk, ou ainda Sofia Vladimirovna (1141 – 5 de maio de 1198) foi princesa de Minsk e Polotsk por nascimento. Ela foi rainha consorte da Dinamarca como esposa de Valdemar I da Dinamarca. Após a morte do primeiro marido, tornou-se condessa da Turíngia pelo seu casamento com Luís III da Turíngia. Ela foi a mãe de dois reis da Dinamarca Canuto VI e Valdemar II, além de bisavó materna de dois reis da Suécia, Valdemar e Magno III.

## Família
Sofia foi a filha da princesa Riquilda da Polônia, viúva do rei Magno I da Suécia, e de seu segundo marido, que pode ter sido Volodar Glebovich, príncipe de Minsk, ou então, Vladimir Vsevolodovich, príncipe de Novogárdia. Várias fontes dão o nome de Volodar, como a genealogia escrita por Guilherme de Paris, a Saga Fagrskinna e a Saga de Knýtlinga.
Os seus avós maternos eram o duque Boleslau III da Polónia, conhecido como "o Boca Torta", e Salomé de Berg, sua segunda esposa.
Do primeiro casamento de sua mãe, foi meia-irmã do rei Canuto V da Dinamarca. Já através do terceiro e último casamento da mãe, com outro rei sueco, Suérquero I, foi meia-irmã de Boleslau ou Burislavo da Suécia. Com a morte dele, Sofia herdou as suas propriedades, como registrado pelo censo dinamarquês.

### Paternidade
Caso o seu pai fosse Volodar, os seus avós paternos eram Gleb Vseslavich, príncipe de Minsk e Anastácia Iaropolkovna, que por sua vez era filha de Iaropolk Iziaslavich, Rei da Rutênia, Príncipe de Turov e de Volínia e de Cunegunda de Meissen. Contudo, segundo o historiador norueguês do século XIX, Peter Andreas Munch, Volodar foi registrado em 1166 sem citar a referência para tal, dez anos após a morte do terceiro marido de Riquilda. Para explicar esse dilema, ele concluiu que: "portanto, é muito possível que Riquilda, por alguma razão não declarada, tenha abandonado o marido", levando em conta "o quão incertos e frágeis eram os casamentos daquela época." Em contrapartida o historiador finlandês, Jarl Gallén, diz que Volodar é o único candidato possível para pai de Sofia, pois, junto com a prova definitiva de divórcio encontrada em uma citação por Tomás Becket, que, lida junto a uma entrada por Saxão Gramático, confirma que o pai de Sofia ainda estava vivo em 1178. Gallén também ressalta a proximidade relativa de Polotsk e Minsk, onde a família de Volodar residia, em relação à Dinamarca e à Pomerânia, se comparado à principados russos mais distantes para justificar que Volodar era o pai de Sofia. 
Outra possibilidade é que seu pai era Vladimir Vsevolodovich, a qual foi levantada por Alexander Gottlieb Baumgarten. A hipótese é consistente com o nome "Waldemar" que aparece em um documento de 1194/95, mas ele citou apenas fontes secundárias, e não primárias que posam indicar que o nome correto do pai de Sofia era Vladimir. Gallén também destaca a diferença entre os nomes Volodar e Vladimir. Ainda segundo ele, Balzer (o nome original) usou o casamento da irmã de Vladimir Vsevolodich com o tio paterno de Sofia para apoiar a sua posição, porém, realça que o relacionamento de cunhados teria, na verdade, representado uma barreira para o segundo casamento de Riquilda, considerando a questão da consanguinidade na época. De acordo com Alberico de Trois-Fontaines, os pais de Sofia tinha um nível de consanguinidade em 3.º grau, embora o texto em latim seja confuso.  Assim, segundo essa hipótese, o rei Valdemar I da Dinamarca se casou com a sua prima de primeiro grau, pois o possível pai de Sofia na forma do príncipe Volodar, era sobrinho da mãe de Valdemar I, Ingeborg de Kiev. 
Por outro lado, se o seu pai fosse Vladimir, o seu avó paterno era Vsevolod Mstislavich (também pai de Viacheslava de Novogárdia, esposa do duque Boleslau IV da Polônia) príncipe de Novogárdia, Pereslávia e Pskov, e sua avó paterna era Sviatoslavna também chamada de Ana, que por sua vez era filha de Sviatoslav Davidovich (que mais tarde tomou o nome de Nicolau Svyatosha ao fazer seus votos monásticos), príncipe de Lutsk, que foi canonizado como um santo, e de Ana Sviatopolkovna de Kiev. Nicolau era bisneto de Jaroslau I, o Sábio (filho de Vladimir I de Kiev) e da princesa Ingegerda da Suécia. Seja como for, os dois candidatos para pai de Sofia são descendentes de Iziaslav de Polotsk, filho do grão-príncipe Vladimir I de Kiev, parte da Dinastia ruríquida.

## Biografia

### Infância
A princesa Sofia passou uma parte de sua infância na Dinamarca, onde a sua mãe tinha se casado pela primeira vez com o rei Magno I da Suécia, originalmente nascido como um príncipe dinamarquês, pois o mesmo era filho de Nicolau I da Dinamarca e de Margarida Fredkulla. Riquilda retornou quando o seu segundo casamento com o pai da filha terminou. Após a ascensão de Canuto V ao trono em 1146, mãe e filha retornaram à Dinamarca, onde Sofia passou a infância na corte do meio-irmão.
Em algum momento após o ano de 1140, Riquilda se casou com outro rei sueco, desta vez Suérquero I. Ela levou Sofia consigo, e a garota passou o resto de sua infância na corte sueca. 

### Casamento
Em 1154, Sofia ficou noiva do rei Valdemar, como um símbolo da aliança entre Dinamarca e Suécia. Ele era filho do príncipe Canuto Lavardo e de Ingeborg de Kiev. O noivado veio como uma solução para Valdemar que, junto com Sven Erikssøn e Canuto Magnussøn, estavam ocupados com uma disputa interna pelo poder real. Portanto, para obter a ajudar do rei Canuto V, o rei prometeu a mão de sua meia-irmã em casamento. No final, graças ao apoio de Canuto V, Valdemar acabou ganhando a luta pelo poder, e se tornou o único rei, um dos mais poderosos da História da Dinamarca.
Na época, a princesa era descrita como uma bela garota, que prometia se tornar uma beldade. No contrato de casamento, foi garantido a Sofia 1/3 das propriedades de Canuto V na Dinamarca, pois Valdemar inicialmente havia se recusado a se casar com a jovem, após ser aconselhado a se casar com ela por Canuto III, argumentando que ela não possuía propriedades no seu país. Após a concessão de terras, ele concordou com a união, e também devido ao fato de uma "certa matrona Botilde" (Bodil), a possível irmã do rei, ter concordado em educar a jovem princesa até que ela atingisse idade núbil. Sofia partiu da Suécia para a Dinamarca após a conclusão do noivado em 1154, porém, como ela tinha apenas cerca de treze anos e não tinha idade considerada o suficiente para se casar, ela passou a morar com sua mãe adotiva, Bodil, até que tivesse idade o suficiente para residir com Valdemar.

### Rainha consorte
Durante o "Banquete Sangrento" de Roskilde em 9 de agosto de 1157, um encontro que deveria ter sido amigável originalmente,  o rei Canuto V foi assassinado, após Sueno III da Dinamarca ter tentado matar tanto Canuto quanto Valdemar. O meio-irmão de Sofia foi alegadamente morto por um dos guerreiros de Sueno. Portanto, Valdemar decidiu se casar com Sofia para assegurar a sua posição contra o assassino de Canuto, Sueno, que também reivindicava o trono. Mais tarde, naquele ano, quando Sueno foi morto na Batalha de Grathe Hede, Valdemar finalmente se tornou o rei de toda a Dinamarca, e Sofia, a rainha, como sua consorte.
O casamento deles ocorreu em 1157, na cidade de Viburgo, quando ela tinha aproximadamente 16 anos, e o rei cerca de 26. Juntos, tiveram oito filhos, seis meninas e dois meninos. Esta união estabeleceu a tradição de que os reis dinamarqueses no futuro se casariam com princesas e nobres de outros países para manter uma posição superior sobre a elite nativa. 

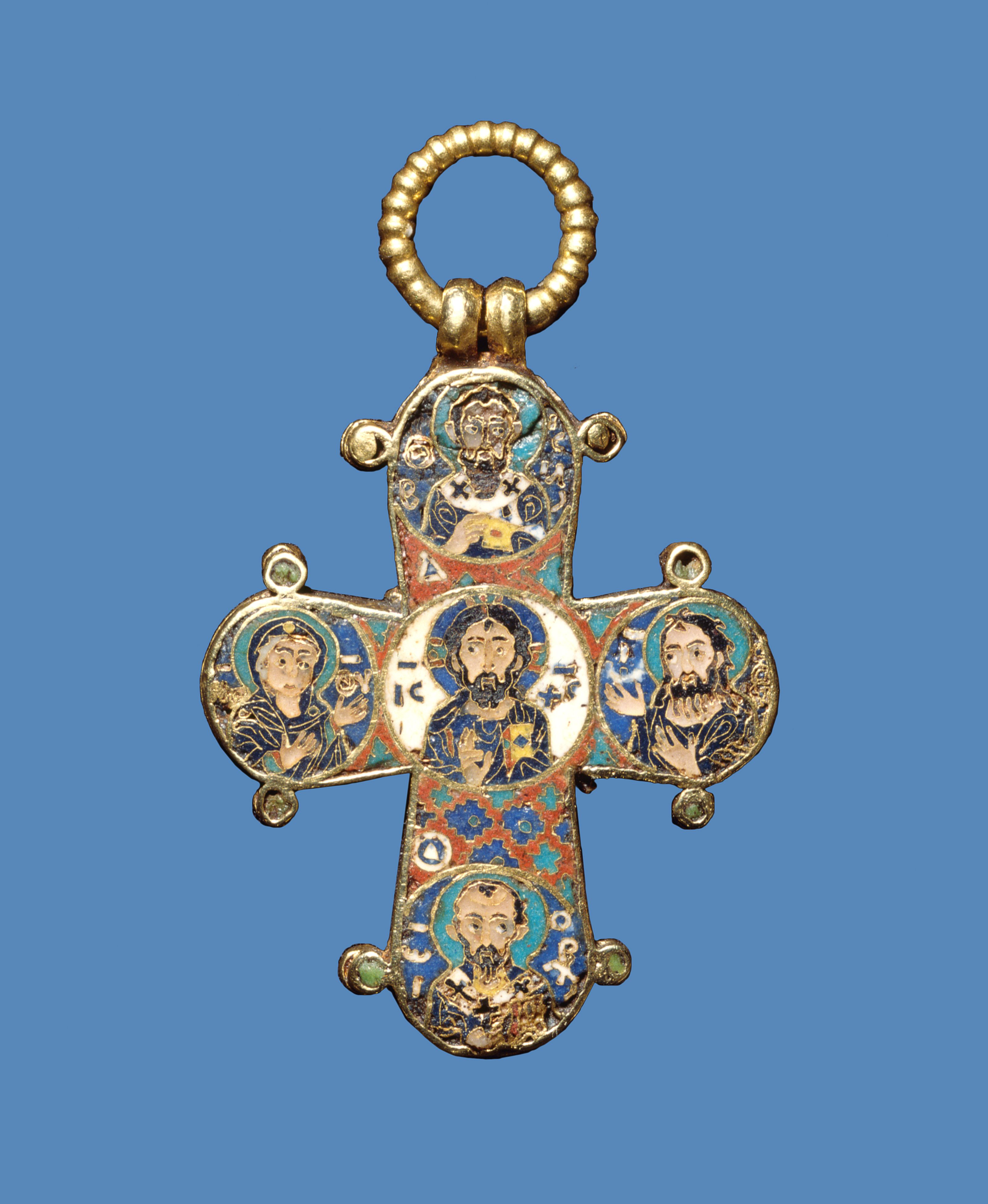
A Cruz de Dagmar.

É possível que Sofia tenha trazido consigo como parte de seu dote uma cruz bizantina, conhecida como Cruz de Dagmar, encontrada pelo sacerdote Christian Blichfeldt em 1680. Ela era assim chamada pela sua associação à futura nora de Sofia, Dagmar da Boêmia, esposa de Valdemar II da Dinamarca, devido ao fato de ter sido encontrada na tumba da mesma no século XVI. Segundo a possibilidade levantada pelo historiador dinamarquês Fritzse Lindahl - que declara que a cruz era "tão valiosa quanto dois castelos - a peça teria viajado com Sofia de Belarus até a Dinamarca, e depois teria sido dada à filha de Sofia e Valdemar, Riquilda de Dinamarca, esposa do rei Érico X da Suécia, cujo túmulo, na Catedral de São Benedito, em Ringsted, foi negligentemente destruído pelo sacerdote Christian Blichfeldt, em 1680, numa tentativa de fazer uma tumba para si e sua família acima dos túmulos da família de Valdemar. É mais provável que ela tenha sido encontrado no túmulo de Riquilda, e não no de Dagmar.

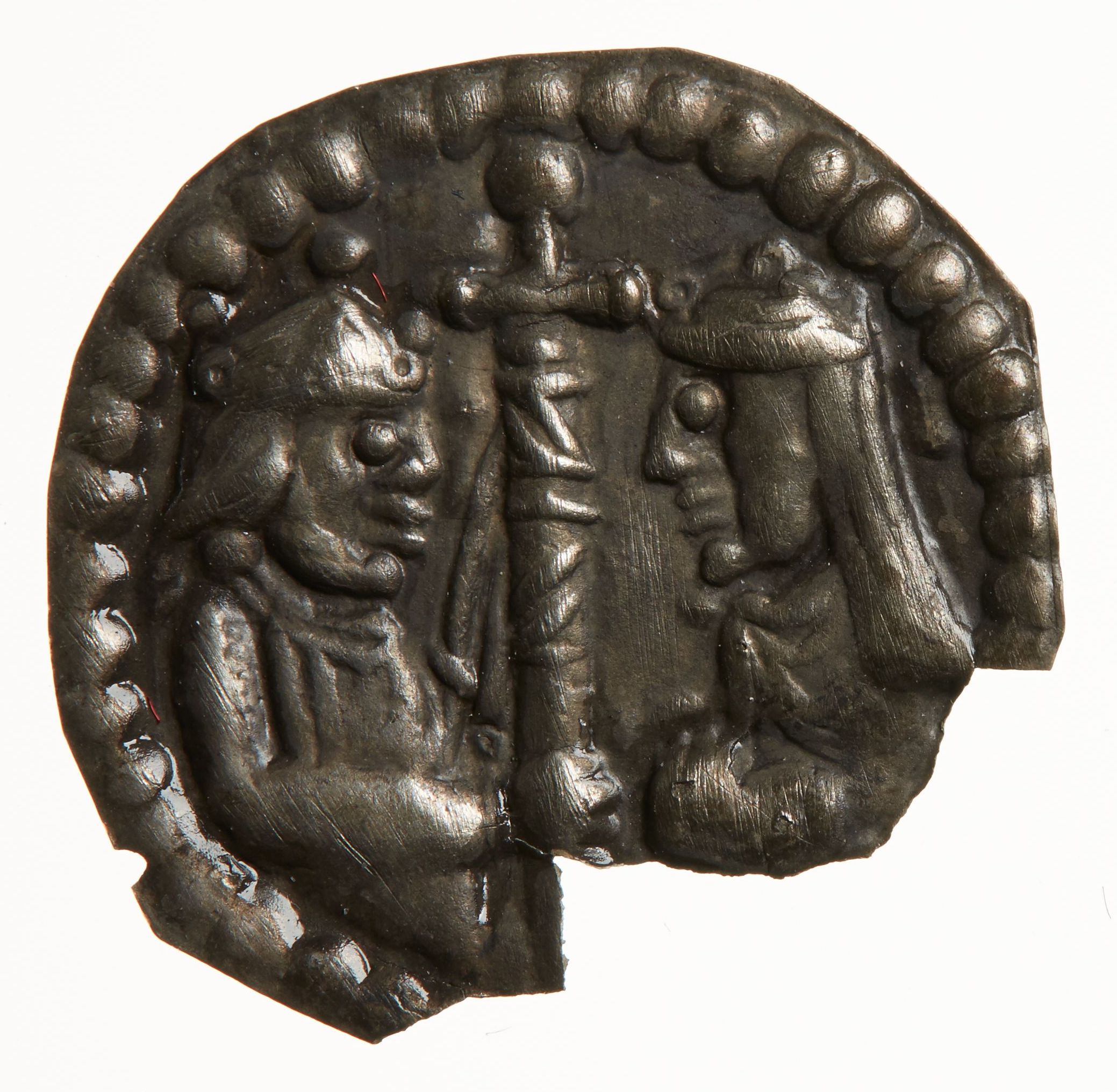
Uma moeda do tipo bracteata representando Valdemar e Sofia.

Embora não haja muitos registros do papel que Sofia exerceu como rainha consorte, ela também era uma pessoa importante e politicamente independente, segundo o historiador Ole Fenger, que aparece em moedas e afrescos ao lado do marido. As moedas do rei representam o monarca e sua consorte com um cetro, uma bandeira, ou uma espada na bainha entre eles. A imagem da rainha Sofia nas moedas é evidência de sua influência política.
Também existe um documento que afirma que o casal deu dinheiro para a igreja em Vä, na Escânia, hoje parte da Suécia. Contudo, era incomum que a rainha fosse mencionada, e que ela assinasse o documento. Portanto, Valdemar, que construiu a maioria das igrejas na Dinamarca, talvez tenha tido a ajuda da esposa em suas empreitadas. A Igreja de Nossa Senhora, em Kalundborg, por exemplo, foi construída no formato de uma cruz grega, um traço inspirado por tradições bizantinas, e que não era uma característica comum da arquitetura dinamarquesa. Ela possui basicamente o mesmo formato que a Catedral de Santa Sofia, em Polotsk, terra natal da rainha, portanto, talvez a igreja em Kalundborg tenha sido construída sob a influência de Sofia.
A rainha era descrita como bela, dominante e cruel. Segundo um mito, ela assassinou a amante do marido, Tove, e machucou a sua cunhada Cristina, rainha da Noruega, porém, isso não é confirmado. 

### Viuvez e segundo casamento

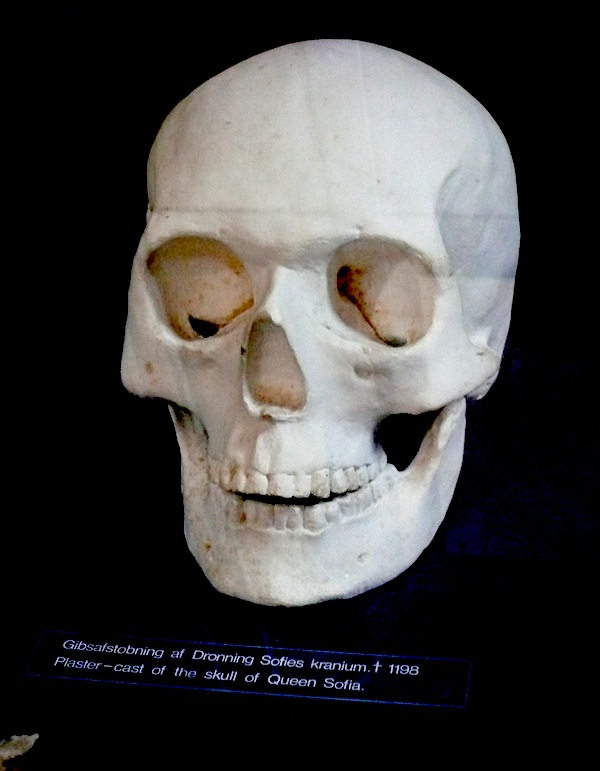
O crânio de Sofia retirado de seu túmulo, que serviu de base para a confecção de um busto.

Sofia ficou viúva em 12 de maio 1182, e o seu filho se tornou rei como Valdemar II. Como rainha viúva, ela teve um papel ativo nas negociações dos casamentos políticos de suas filhas com os filhos do imperador Frederico I do Sacro Império Romano-Germânico.
Sofia se casou dois anos depois da morte do marido, em 1184, com o conde Luís III da Turíngia, filho de Luís II da Turíngia e de Judite de Hohenstaufen. Ele já tinha sido casado antes, com Margarida de Cleves, a quem repudiou, com base em consanguinidade para poder se casar com a rainha viúva. Porém, a própria Sofia acabou se divorciando de Luís em 1187, mas não teve filhos com ele. 
Sofia faleceu em 5 de maio de 1198, por volta de seus 57 anos de idade, e foi sepultada na Igreja de São Benedito, na cidade de Ringsted, na ilha da Zelândia.

## Descendência
- Sofia (1159 – 1208), foi esposa de Siegfredo III, conde de Weimar-Orlamünde. Após a morte do marido, se tornou uma freira.
- Canuto VI da Dinamarca (1162 – 12 de novembro de 1202), sucessor do pai. Foi marido de Gertrudes da Baviera, com quem pode ter tido uma filha, Ingerda, esposa de Casimiro II, duque da Pomerânia.
- Maria (n. 1165), freira no Convento de Santa Maria, em Roskilde, em 1188.
- Margarida (n. 1167), também freira no Convento de Santa Maria, em Roskilde, em 1188.
- Valdemar II da Dinamarca (28 de junho de 1170 – 28 de março de 1241), sucessor do irmão. Foi marido de Dagmar da Boêmia, com quem teve um filho, e depois da morte da primeira esposa, se casou com Berengária de Portugal, com quem teve quatro filhos.
- Ingeborg (1174 – 29 de julho de 1236), foi a segunda esposa do rei Filipe II de França, que a repudiou e tentou anular o casamento, mas não conseguiu, apesar de tê-la mantido presa no Castelo de Étampes até se reconciliar com Ingeborg em 1213. Não teve filhos.
- Helena (c. 1177/1180 – 22 de novembro de 1223), foi esposa de Guilherme de Winchester, neto do rei Henrique II de Inglaterra e de Leonor da Aquitânia, com quem teve um filho, o duque Otão de Luneburgo.
- Riquilda (1180 – 8 de maio de 1220), foi a rainha consorte de Érico X da Suécia, com quem teve três filhos, incluindo Ingeborg da Suécia, esposa do regente Birger Jarl, e que foi mãe, dentre outros, dos reis Valdemar e Magno III da Suécia.